# Vieux-pont de Manrèse
 (octobre 2024).
Si vous disposez d'ouvrages ou d'articles de référence ou si vous connaissez des sites web de qualité traitant du thème abordé ici, merci de compléter l'article en donnant les références utiles à sa vérifiabilité et en les liant à la section « Notes et références ».
En pratique : Quelles sources sont attendues ? Comment ajouter mes sources ?

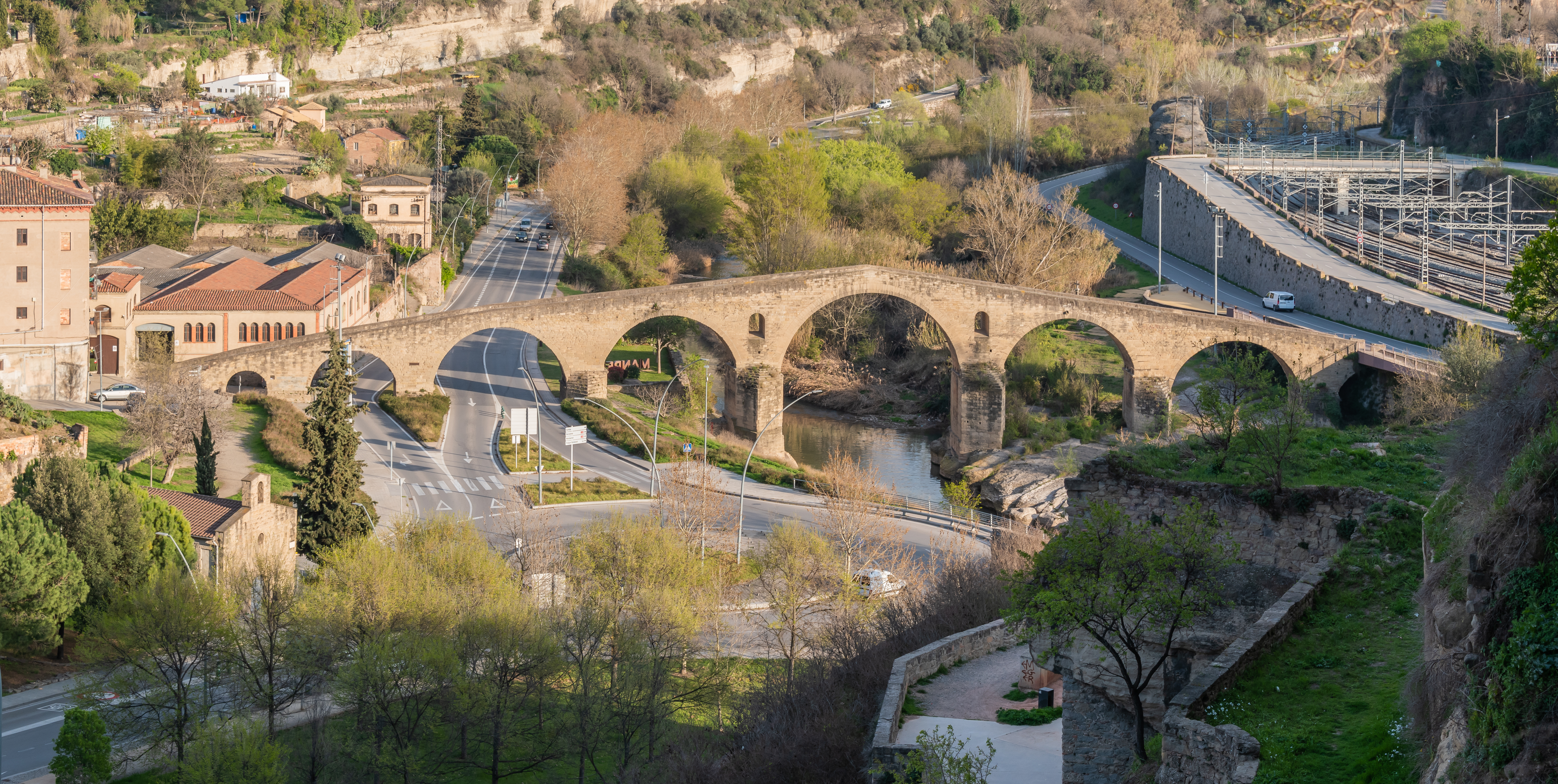
Le Vieux-pont (Pont Vell) de Manrèse.

Le Vieux-pont de Manrèse (en catalan :  Pont vell de Manresa ) traverse le fleuve Cardener à l'entrée sud-ouest de la ville de Manrèse (comarque du Bages), en Catalogne. 
Le pont est déclaré bien culturel d'intérêt national en 1955. Le pont a souffert plusieurs destructions. Il s'agit d'une reconstruction fidèle d'un pont médiéval aussi reconstruit au XIIe siècle, duquel seulement se conservent les bases de l'arc central. Le pont, qui a été détruit en 1939 durant la guerre d'Espagne et refait entre 1960 et 1962, est constitué de huit arcs en plein cintre avec une hauteur maximale de 25 m sur le niveau du fleuve. 
Avec la Collégiale basilique de Sainte-Marie de Manrèse et la grotte de Saint-Ignace, il fait partie du patrimoine caractéristique de la ville de Manrèse.

## Description
Le Vieux pont de Manrèse, élevé sur le fleuve Cardener, se trouve à l'entrée de la ville de Manrèse. C'est un pont roman composé de huit arcs en plein cintre, un desquels été demi calfeutré par la construction de la route de Esparreguera, à droite du fleuve. Il mesure 113 m de longueur et 3,60 m de large. La hauteur maximale sur le niveau du lit du fleuve est de 25 m. Il a la silhouette de dos d'âne de nombreux ponts médiévaux, avec une arc central de tradition romaine. Des deux côtés de l'arc principal, il y a une fenêtre ou arc de déchargement, afin d'offrir moins de résistance en cas de crue. Les piliers de taille-eaux ou angles avancés, ils n'arrivent pas jusqu'aux rambardes du pont mais s'arrêtent à l'arraché des arcs. Il est fait avec des pierres taillées. 

## Histoire
Le pont a été construit au début du XIVe siècle, sur un ancien pont roman du XIIe siècle, duquel se voient les bases sur les fondements de l'arc central. Il était dit, sans aucune vraisemblance, que le pont roman fut construit sur les fondations d'un ancien pont romain du Bas Empire. C'est le pont le plus ancien de la ville, et c'est à partir du XIVe siècle qu'il commence à être désigné comme Pont Vieux, lorsque d'autres ponts sont construits.
Détruit en partie le 24 janvier 1939 à la fin de la Guerre d'Espagne, pris en charge par l'architecte J. Pons Sorolla, de la direction générale d'Architecture, les arcs centraux sont restaurés entre 1960 et 1962. La récente démolition d'un bâtiment situé à son côté sud-est permet aujourd'hui sa pleine contemplation.